# Gedächtnisinstitution
Gedächtnisinstitution (auch Gedächtnisorganisation) ist ein Sammelbegriff für Institutionen, die Wissen bewahren und vermitteln. Dazu zählen insbesondere Bibliotheken, Museen und Archive.

## Begriff und Eingrenzung
Der Begriff wurde im Rahmen der Langzeitarchivierung und Zugänglichmachung insbesondere digitaler Informationen geprägt. Trotz großer Unterschiede in Ort und Organisationsform sowie im aufbewahrten Wissen stehen die Gedächtnisinstitutionen dabei ähnlichen Problemen in Bezug auf Technik, Finanzierung und Urheberrecht gegenüber. Auch aus Sicht der Benutzer von digitalen Angeboten von Gedächtnisinstitutionen ist es unerheblich, wo sich die abgerufenen Informationen ursprünglich befanden.
In der Schweiz zählten 2008 aus Sicht des Bundesamts für Kultur das Bundesarchiv, die Nationalbibliothek und das Landesmuseum zu den Gedächtnisinstitutionen des Bundes. Den Umgang mit der digitalen Herausforderung („Memopolitik“) dieser und anderer Schweizerischer Gedächtnisinstitutionen auf föderaler Ebene könne der Bund zwar nicht regeln, aber er müsse die Verantwortung für deren Befähigung dazu übernehmen.